# ناحیه ادامز، بخش ارناک، میشیگان
ناحیه ادامز، بخش ارناک، میشیگان (به انگلیسی: Adams Township, Arenac County, Michigan) در ایالات متحده آمریکا است که در میشیگان واقع شده‌است.

## خصوصیات
بر اساس اداره سرشماری ایالات متحده، مساحت این شهرستان 35.7 مایل مربع (92.5 کیلومتر)، که 35.6 مایل مربع (92.3 km2) زمین و 0.077 مایل مربع ( 0.2 کیلومتر2)، یا 0.26٪، آب است